# Myudryuse
Myudryuse (azerbajdzjanska: Müdrisə) är en ort i Azerbajdzjan.   Den ligger i distriktet İsmayıllı Rayonu, i den centrala delen av landet, 140 km väster om huvudstaden Baku. Myudryuse ligger 1 251 meter över havet och antalet invånare är 157.
Terrängen runt Myudryuse är kuperad åt nordost, men åt sydväst är den bergig. Myudryuse ligger nere i en dal. Närmaste större samhälle är İsmayıllı, 16,3 km sydväst om Myudryuse. 
Omgivningarna runt Myudryuse är en mosaik av jordbruksmark och naturlig växtlighet. Runt Myudryuse är det ganska glesbefolkat, med 34 invånare per kvadratkilometer.